# Willi Kahl
Pour les articles homonymes, voir Kahl.
Theodor Friedrich Wilhelm "Willi" Kahl (né le 18 juillet 1893 à Saverne et mort le 3 octobre 1962 à Cologne) est un musicologue allemand.

## Biographie
À partir de 1911, Willi Kahl étudie la musicologie, la philologie classique et l'allemand à Fribourg-en-Brisgau, Munich et Bonn. L'un de ses professeurs est Ludwig Schiedermair. Il suit également une formation en solfège et en piano. De 1914 à 1919, il sert dans l'armée et participe à la Première Guerre mondiale. En 1919, il obtient son doctorat à Schiedermair à Bonn avec l'œuvre La pièce lyrique pour piano au début du XIXe siècle et sa préhistoire au 17./18. siècle. Il travaille ensuite comme critique musical pour le Kölnische Zeitung (de). En 1923, il s'habilite avec des études sur l'histoire de la musique pour piano du XVIIIe siècle et entre au service de la bibliothèque la même année. En 1928, il devient conseiller de bibliothèque à la Bibliothèque universitaire et de la ville de Cologne et reçoit en même temps un poste de professeur auxiliaire à l'Université de Cologne. En 1958, il prend sa retraite.
Les points centraux de son travail académique sont l'histoire de la musique pour piano, les recherches de Schubert, l'histoire de la musique de la Rhénanie et la bibliographie musicale.
Kahl est marié avec Katharina Maria Elisabeth Poppelreuter depuis 1923. Il décède dans un hôpital de Cologne à l'âge de 69 ans.

## Publications
- Das lyrische Klavierstück Schuberts und seiner Vorgänger seit 1810. In: Archiv für Musikwissenschaft (de). Jahrgang 3, 1921, S. 54–82 und S. 99–122.
- Aus der Frühzeit des lyrischen Klavierstücks. In: Zeitschrift für Musik. Jahrgang 39, 1922, S. 177–182 und S. 201ff.
- Schuberts lyrische Klavierstücke. In: Bericht über den Internationalen Kongress für Schubertforschung. Augsburg 1929, S. 196ff.
- Norbert Burgmüller als Typus des Frühvollendeten. In: Die Musik. Jahrgang 22.1, Heft 3, Dezember 1929, S. 188–190.
- Verzeichnis des Schrifttums über Franz Schubert 1828–1928. Bosse, Regensburg 1938 (= Kölner Beiträge zur Musikforschung. Band 1).
- Selbstbiographien deutscher Musiker des 18. Jahrhunderts. Köln 1948 (enthält Beiträge von Johann Sebastian Bach, Carl Philipp Emanuel Bach, Johann Wilhelm Häßler, Joseph Haydn, Johann Peter Kellner, Johann Joachim Quantz, Johann Heinrich Quiel, Gottfried Heinrich Stölzel und Georg Philipp Telemann).
- Frühe Lehrwerke für das Hammerklavier. In: Archiv für Musikwissenschaft. Jahrgang 9, 1952, S. 231ff.
- Studien zur Kölner Musikgeschichte des 16. und 17. Jahrhunderts (Universität – Tricoronatum). Köln-Krefeld 1953 (= Beiträge zur rheinischen Musikgeschichte. Heft 3).
- Das Nürnberger historische Konzert von 1643 und sein Geschichtsbild. In: Archiv für Musikwissenschaft. Jahrgang 14, 1957, S. 281ff.
- Katalog der in der Universitäts- und Stadt-Bibliothek Köln vorhandenen Musikdrucke des 16., 17. und 18. Jahrhunderts. Volk, Köln 1958 (= Beiträge zur rheinischen Musikgeschichte. Heft 27).
- Bilder und Gestalten aus der Musikgeschichte des Rheinlandes. Volk, Köln 1964 (= Beiträge zur rheinischen Musikgeschichte. Heft 59).

## Éditions de partitions
- Norbert Burgmüller, Ausgewählte Lieder, Mönchengladbach: Volksvereinsverlag, 1928
- Franz Schubert, Werke für Klavier zu vier Händen, vier Bände, München: Henle, um 1958